# Gamstädt

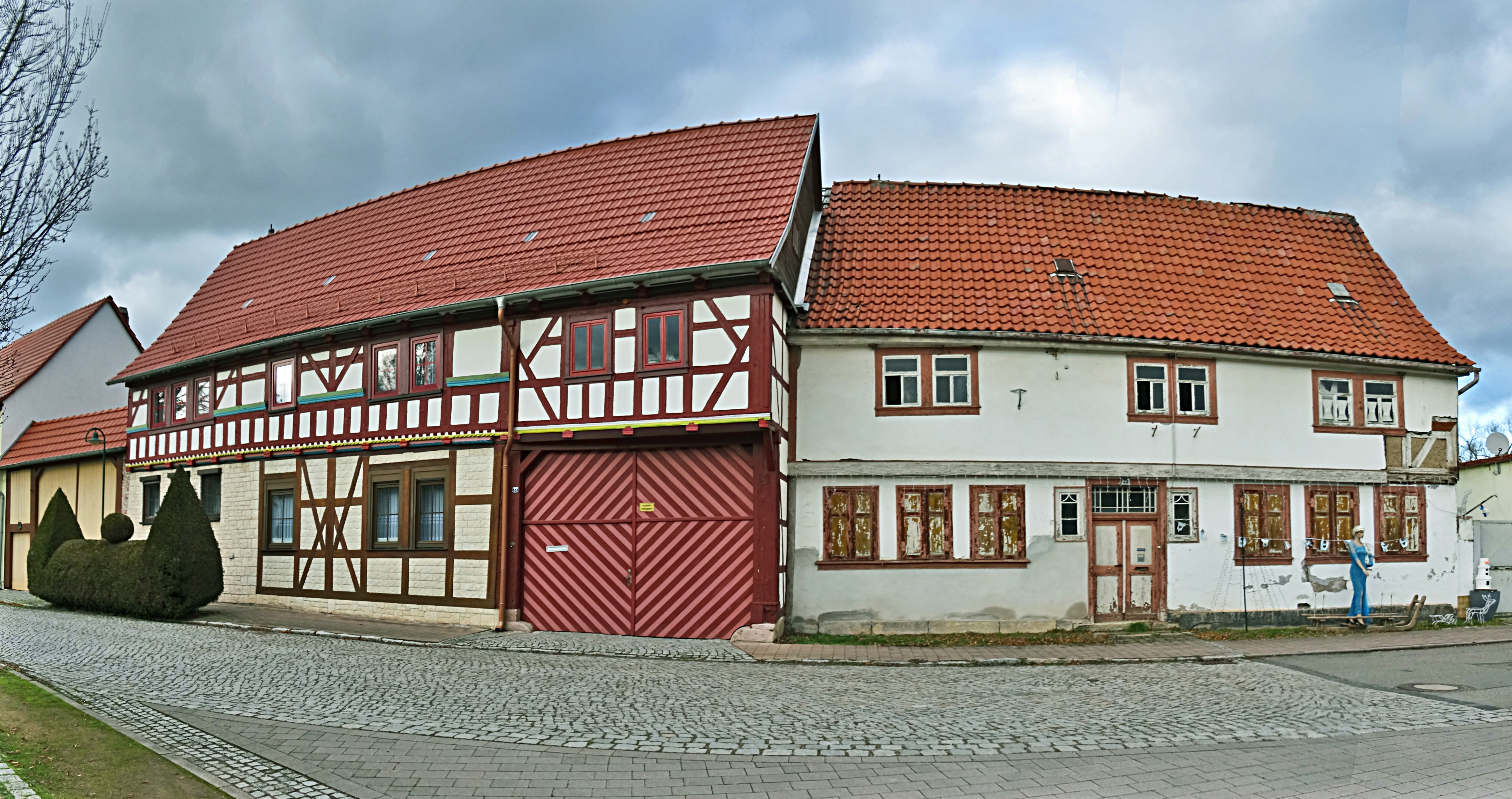
Lange Straße

Gamstädt ist ein Ortsteil der Landgemeinde Nesse-Apfelstädt im thüringischen Landkreis Gotha.

## Geografie
Gamstädt befindet sich westlich der thüringischen Landeshauptstadt Erfurt im Zentrum des Thüringer Beckens. Benachbarte Orte sind die Erfurter Stadtteile Ermstedt im Norden und Frienstedt im Osten, der ehemalige Gamstädter Ortsteil Kleinrettbach im Süden, Grabsleben im Westen und Nottleben im Nordwesten. Die Gemarkung weist fruchtbare Böden auf, größere Erhebungen oder Senken sind nicht vorhanden, ebenso fehlt ein Fließgewässer.

## Geschichte
Der Ort Gamstädt wurde als Gamminstete in einer Kaufurkunde von 1275 erstmals urkundlich erwähnt. Spätere Ortsnamen waren Gammenstedt und Gambstett.
Das Dorf Gamstädt gehörte zur Landgrafschaft Thüringen, später den Grafen von Gleichen.
In einer Georgenthaler Urkunde von 1291 wird ein Theodoricus von Gammenstedt genannt. Danach kauften die Herren von Vanre (Fahner) hier Güter an.
1333 verkauften die Herren von Wechmar dem Peterskloster in Erfurt die Nutzungsentgelte (Zinsen) aus ihren Gütern in Gamstädt, Grabsleben und Cobstädt. Dem Kreuzkloster in Gotha schenkten Heinrich und Otto von Vanre 1337 mehrere in Gamstädt gelegene Güter.  Die zitierte Quelle berichtet, dass es zwischen Gamstädt und Nottleben ein Dorf namens Hattstedt gegeben haben soll, von dem jedoch nur noch das Hattstedter Rieth, ein sumpfiges Gelände, übrig geblieben ist. Heute zeugt davon noch ein Teich als Quellgebiet eines Baches, der sich zwischen Nottleben (Flurname Flattich) und Ermstedt (Flurname Kuhried) in die Nesse ergießt.
Der Ort lag im Amt Gotha, welches seit 1640 zum Herzogtum Sachsen-Gotha, seit 1672 zum Herzogtum Sachsen-Gotha-Altenburg und seit 1826 zum Herzogtum Sachsen-Coburg und Gotha gehörte. Gamstädt ist mehrfach von Feuersbrünsten heimgesucht worden, so zum Beispiel am 5. Juli 1595, am 28. März 1603 und am 12. Oktober 1826.
Von 346 Bewohnern vor dem Dreißigjährigen Krieg lebten 1638 nur noch 95, von 58 Wohnhäusern waren nur noch 27 bewohnbar, es gab von 32 Pferden nur noch 13, von 64 Kühen noch 4, keines der 340 Schafe und 53 Schweine hat den Krieg überlebt. 1640 war der schwedische General Johan Banér hier auf dem Durchmarsch seines Heeres von Saalfeld/Saale nach Hessen und ließ das Dorf plündern. Die (heute geschlossene) Schenke („Weimarischer Hof“) des an der Hohen Straße (via regia) gelegenen Gamstädt beherbergte im Siebenjährigen Krieg 1757 König Friedrich von Preußen.
Auf dem fruchtbaren Boden der Gamstädter Flur baute man neben Getreide auch Hanf und Anis als Sonderkulturen an. Daran erinnert im Nachbarort Frienstedt eine Straße namens „Hanfsack“. Im April 1945 wurde der Ort von amerikanischen Truppen besetzt, die Anfang Juli von der Roten Armee abgelöst wurden. Das weitere Schicksal des Ortes war von der Zugehörigkeit zur SBZ und DDR geprägt. Dazu gehörte auch die Zwangskollektivierung in dem landwirtschaftlich geprägten Dorf.
Am 1. Dezember 2009 wurde Gamstädt in die zum gleichen Datum neu entstandene Gemeinde Nesse-Apfelstädt eingegliedert. Zur Gemeinde Gamstädt gehörte bis zur Auflösung der Ortsteil Kleinrettbach.
Mit dem Dienstaustritt des zuständigen Pfarrers Michael Göring aus Ingersleben und nach Auflösung des Pfarramtes Ingersleben hat die Kreissynode des Kirchenkreises Gotha beschlossen, die Kirchgemeinde Gamstädt dem Pfarramt Seebergen zuzuordnen.

### Einwohnerentwicklung
Die folgenden Daten beziehen sich auf die ehemalige Gemeinde Gamstädt, bestehend aus den Ortsteilen Gamstädt und Kleinrettbach.
| - 1994 – 604 - 1995 – 597 - 1996 – 680 - 1997 – 716 | - 1998 – 742 - 1999 – 740 - 2000 – 736 - 2001 – 760 | - 2002 – 751 - 2003 – 742 - 2004 – 729 - 2005 – 754 | - 2007 – 742 - 2008 – 728 |

Datenquelle: Thüringer Landesamt für Statistik

## Politik

### Wappen und Siegel
Das Wappen wurde vom Erfurter Heraldiker Frank Jung gestaltet und am 14. Januar 1998 genehmigt.
Blasonierung: „In Blau oben eine schräglinke goldene Gambe, unterkreuzt von einem goldenen Bogen; darunter drei silberne Wellenfäden.“
In den ehemals selbstständigen Gemeinden Kleinrettbach und Gamstädt wurden bis 1952 eigene Siegel geführt. So zeigte das Siegel der Gemeinde Kleinrettbach die perspektivische Darstellung der Siebgenquelle, die über Jahrzehnte der Wasserversorgung diente; der Name Rettbach wurde von Rieth- oder Rutibach abgeleitet, der Bach entspringt der Siebgenquelle. Im Siegel der Gemeinde Gamstädt war die Gambe mit gekreuztem Bogen dargestellt; diese Darstellung redet für den Ortsnamen. Das Wappen übernimmt die alten Siegelsymbole und nimmt damit auf die beiden Orte Bezug; die blaue Tingierung weist auf den in dieser Gegend betriebenen Waidanbau.

## Kultur und Sehenswürdigkeiten

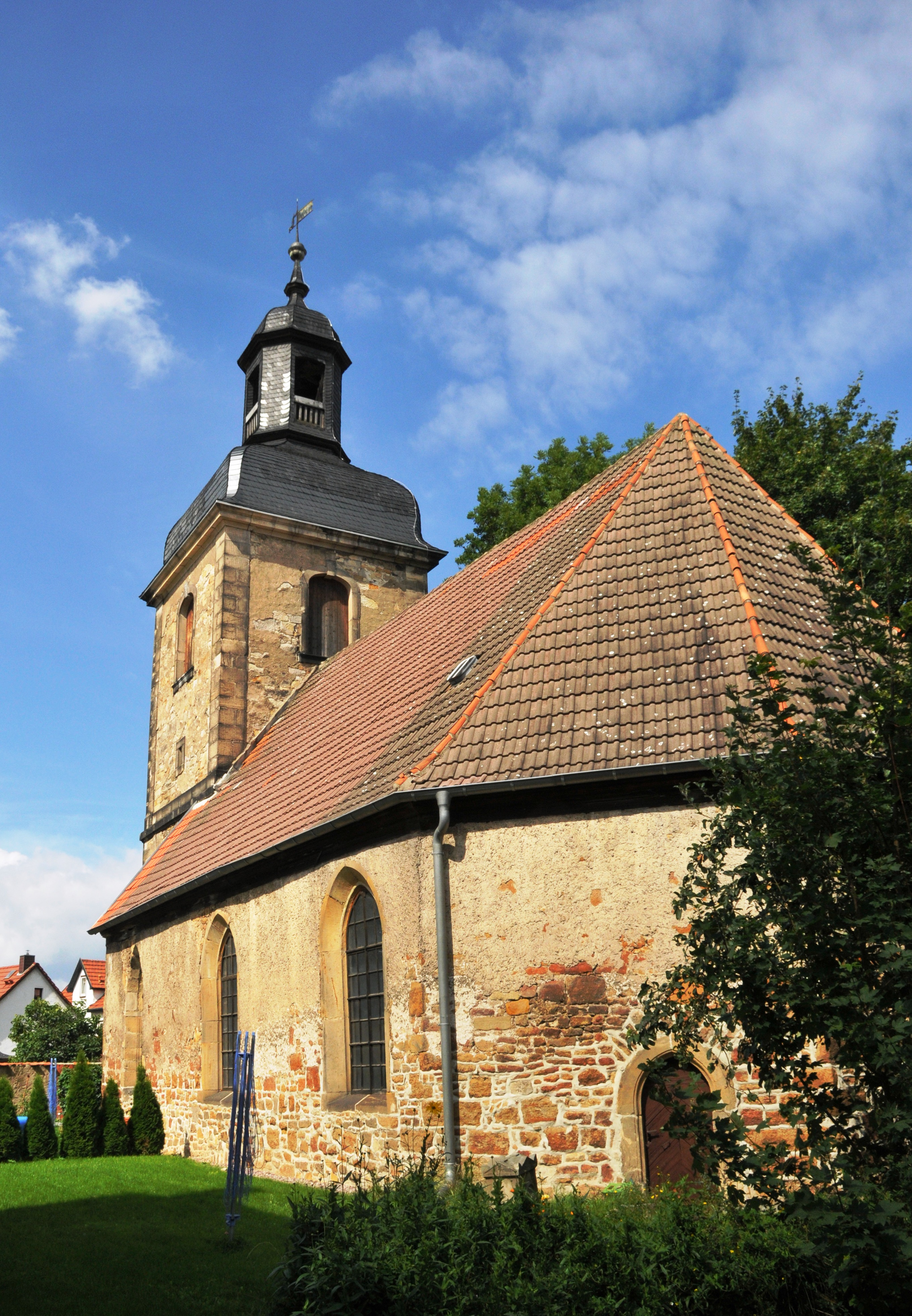
Kirche in Gamstädt

### Bauwerke
- Die denkmalgeschützte St.-Michael-Kirche liegt im Ortszentrum. An der Außenmauer lehnen alte Grabplatten. Bei der Kirche befindet sich ein Kriegerdenkmal, es erinnert an die zehn Gefallenen der Gemeinde im Ersten Weltkrieg.
- An der östlichen Gemarkungsgrenze, die einmal die Grenze des Herzogtums Sachsen-Coburg und Gotha zum Königreich Preußen darstellte und heute die zwischen dem Landkreis Gotha und der Stadt Erfurt, bemerkt man an der südlichen Straßenseite der Bundesstraße B7 in der Kurve einen Grenzadler, ein etwa 1,50 m hoher Sandstein, einst mit preußischem Adler. Ihm gegenüber auf der anderen Straßenseite steht das „Zollhaus“, das früher als Zollstation diente und heute einen Gewerbebetrieb beherbergt. Als Grenz- und Poststation fungierte es zusammen mit einem nicht mehr existierenden Gebäude, das auf der Straßensüdseite stand, wie aus alten Karten zu entnehmen ist.
- Der Gleichenhof – an der vielgenutzten Erfurter Straße (auch Poststraße und via regia) lagen Rasthäuser und Herbergen, so auch der nahe Gleichenhof bei Grabsleben, der zurzeit (2010) ungenutzte Gasthof („Weimarischer Hof“) in Gamstädt sowie der „Fürstenhof“ in Frienstedt.
- Ortsbild – die ehemaligen beiden Ortsteile verfügten noch über stattliche Gehöfte, teilweise als Fachwerkhäuser erhalten, manche Hoftore lassen zudem noch den Stolz der ehemaligen, aber auch heutigen Besitzer erahnen.

### Vereine
- Gamstädter Feuerwehr-Verein e. V., mit Jugendfeuerwehr
- Modellflug-Sportverein, seit 1996
- Verein zur Erhaltung der Dorfkirche St. Severi Kleinrettbach e. V.
- Gamstädter Karnevalsverein e. V.
- Kampfsportverein Jitoku e. V.
- Rassegeflügelverein Gamstädt e. V.

## Wirtschaft
Der Ort wird landwirtschaftlich geprägt. Wichtigster Arbeitgeber ist die Agrar GmbH Gamstädt-Kleinrettbach.

## Verkehr
Gamstädt liegt an der viel befahrenen Kreuzung der B 7, Abschnitt Gotha – Erfurt mit der ab hier nach Süden verlaufenden L 1044, die über Kleinrettbach zu den Nachbarorten Großrettbach und Neudietendorf führt und in nördlicher Richtung nach Ermstedt und Zimmernsupra.